# Sascha Steuer
Sascha Steuer (* 11. Mai 1975 in Berlin) ist deutscher Politiker (CDU). Er war von 2001 bis 2011 Mitglied des Abgeordnetenhauses von Berlin und von 2001 bis 2012 Vorsitzender der CDU Rudow.

## Leben
Steuer wuchs in Berlin-Rudow auf und besuchte die Schliemann-Grundschule, später die Clay-Oberschule (Abitur 1995). Seinen Wehrdienst leistete er 1995/1996 im Jägerbataillon in Berlin-Kladow ab. An der Freien Universität Berlin erfolgte darauf sein Studium der Geschichte, Publizistik und Soziologie, das er mit dem Magister Artium abschloss. Seine Magisterarbeit hat er zu dem Thema Der Volksaufstand am 17. Juni 1953 und der Westen vorgelegt.
Von 2007 bis 2010 war Sascha Steuer freiberuflich in der Öffentlichkeitsarbeit für Verbände und Unternehmen tätig. Von 2010 bis 2012 baute er als Chefredakteur ein Online-Magazin mit auf. Er war zugleich Geschäftsführer der herausgebenden neolern GmbH.
Von 2015 bis 2019 leitete Sascha Steuer die Kommunikation der ETL-Steuerberatungsgesellschaft. Seit 2019 ist Sascha Steuer beim Verband Beratender Ingenieure tätig, seit Januar 2022 als Hauptgeschäftsführer.

## Partei
Ab 1990 engagierte er sich zunächst in der Jungen Union und später in der CDU (CDU-Mitglied seit 1993). Der Jungen Union Neukölln stand er von 1995 bis 2001 als Kreisvorsitzender vor. Dem Landesvorstand der Jungen Union Berlin gehörte er von 1997 bis 2000 als stellvertretender Landesvorsitzender an.
Von 2001 bis 2012 war er Ortsvorsitzender des CDU-Ortsverbandes Rudow. Dem Ortsvorstand gehörte er zuvor schon in verschiedenen Funktionen an. In verschiedenen Funktionen gehörte Steuer von 1995 bis 2011 dem Kreisvorstand der CDU Neukölln an – seit 2007 als stellvertretender Kreisvorsitzender.
Von Oktober 2012 bis Juni 2015 leitete Sascha Steuer die Strategie und Kommunikation der CDU-Bürgerschaftsfraktion Hamburg in der Funktion des stellvertretenden Geschäftsführers.
Er war Mitglied der Lesben und Schwulen in der Union.

## Wahlen 2001 und 2006
2001 und 2006 zog er jeweils als direkt gewählter Kandidat im Wahlkreis 6 von Neukölln (Rudow) in das Abgeordnetenhaus von Berlin ein (2001: 43,2 %; 2006: 40,5 %).
In seiner ersten Wahlperiode 2001–2006 war ihm das Amt des jugendpolitischen Sprechers der CDU-Fraktion übertragen. Er gehörte dem Hauptausschuss und dem Ausschuss für Bildung, Jugend und Sport an.
Nach dem Wahlkampf 2006, in dem er Sprecher des Spitzenkandidaten Friedbert Pflüger war, wurde er bildungspolitischer Sprecher. Seitdem ist er im Hauptausschuss und im Ausschuss für Bildung, Wissenschaft und Forschung.
Für die Wahl zum Abgeordnetenhaus 2011 wurde Steuer nicht erneut von seiner Partei vorgeschlagen.